# Театр музичної комедії імені Камолі Худжанді
Театр музичної комедії імені Камолі Худжанді — державний драматичний театр у другому за значенням місті Таджикистану Худжанді; провідна театральна сцена Согдійського вілояту; значний культурний осередок міста.
Носить ім'я таджицького середньовічного (XIV століття) поета-лірика уродженця Худжанда Камола Худжанді.

## Загальні дані
Театр музичної комедії імені Камолі Худжанді розташований у спеціально зведеній за СРСР театральній будівлі за адресою:
вул. Фірдоусі, буд. 140, м. Худжанд—735700, Республіка Таджикистан.
Головний режисер — художній керівник театру — Народна артистка Таджикистану Сайрам Негматівна Ісаєва.

## З історії та сьогодення театру
Театр музичної драми в тодішньому Ленінабаді був створений у 1933 році.
У повоєнний час значною подією для міста й театру стало отримання власного функціонального приміщення в середині 1960-х років. Будівля зводилась за проєктом архітектора С. В. Волкова у 1961—1964 роки.
За роки існування театр, що тривалий час мав назву Ленінабадський музично-драматичний театр імені О. С. Пушкіна, став одним із провідних творчих колективів республіки. Чимало його співробітників були удостоєні почесних звань Народного і Заслуженого артистів Республіки. Тут починала свою творчу кар'єру і працює дотепер відома радянська актриса Заслужена артистка Таджикистану (1971) Сайрам Ісаєва.
Від 1990-х років театр носить ім'я видатного таджицького поета минувшини Камола Худжанді.
У 2008 році театр бучно відзначив свій 75-літній ювілей.

## Діяльність
У театрі музичної комедії імені Камолі Худжанді поставлено понад тисячу спектаклів різних жанрів і напрямків: драми і мелодрами, вистави для дітей, мюзикли.
Артисти театру знайомили зі своїм мистецтвом не лише жителів Душанбе, міст Узбекистану та Киргизстану, але і глядачів багатьох зарубіжних країн — Франції, Польщі, Японії, Китаю, Індії, Пакистану й Афганістану.